# Treillières
Treillières település Franciaországban, Loire-Atlantique megyében. Lakosainak száma 10 414 fő (2022. január 1.). Treillières Orvault, La Chapelle-sur-Erdre, Grandchamps-des-Fontaines, Nantes és Vigneux-de-Bretagne községekkel határos.

## Népesség
A település népessége az elmúlt években az alábbi módon változott:
| Lakosok száma | 1717 | 3569 | 4511 | 7258 | 8226 | 8734 | 9219 | 9617 | 10 054 | 10 414 |
|               | 1968 | 1982 | 1990 | 2006 | 2013 | 2015 | 2017 | 2019 | 2020   | 2022   |